# Beatrice Gyaman
Beatrice Gyaman (* 17. Februar 1987 in Accra) ist eine ghanaische Leichtathletin, die sich auf Sprintwettkämpfe spezialisiert hat. Sie hat bei drei Afrikameisterschaften sowie bei den Commonwealth-Games 2010 Medaillen in der 4-mal-100-Meter-Staffel gewonnen. Bei den Olympischen Sommerspielen 2016 trat sie in derselben Disziplin an, schied jedoch auf dem sieben Platz ihres Vorlaufes aus.

## Leben
Gyaman studierte Grundschullehramt an der Universität von Cape Coast.